# ابسکاراگما
ابسکاراگما (به لاتین: Abesekaragama) در سری‌لانکا است که در استان جنوبی (سری‌لانکا) واقع شده‌است.